# Araneus mazamitla
Araneus mazamitla là một loài nhện trong họ Araneidae.
Loài này thuộc chi Araneus. Araneus mazamitla được Herbert Walter Levi miêu tả năm 1991.